# Liste de jeux Codemasters
La liste de jeux Codemasters répertorie les jeux vidéo développés ou édités par le studio britannique de jeu vidéo Codemasters

## Liste des jeux
| Année | Titre                                             | Genre                                              | Plates-formes                                                                              | Sources |
| ----- | ------------------------------------------------- | -------------------------------------------------- | ------------------------------------------------------------------------------------------ | ------- |
| 1985  | Super Robin Hood                                  | Jeu de plates-formes                               | Amiga, Amstrad CPC, ZX Spectrum, C64, Atari ST, Amiga, NES                                 | [ 1 ]   |
| 1986  | BMX Simulator                                     | Jeu de course                                      | Amiga, Atari 8-bits, Atari ST, Amstrad CPC, C64, MSX, ZX Spectrum                          | [ 2 ]   |
| 1986  | Ghost Hunters                                     | Jeu d'action, Jeu de plates-formes                 | Amstrad CPC, ZX Spectrum                                                                   | [ 3 ]   |
| 1987  | Grand Prix Simulator                              | Jeu de course                                      | Amstrad CPC, C64, ZX Spectrum                                                              | [ 4 ]   |
| 1987  | Dizzy – The Ultimate Cartoon Adventure            | Jeu d'aventure                                     | C64, Amstrad CPC, ZX Spectrum                                                              | [ 5 ]   |
| 1987  | Professional Ski Simulator                        | Jeu de sport                                       | Amstrad CPC, ZX Spectrum, C64 Atari ST, Amiga                                              | [ 6 ]   |
| 1987  | 3D Starfighter                                    | Jeu d'action / Jeu de tir                          | Amstrad CPC, ZX Spectrum                                                                   | [ 7 ]   |
| 1987  | Incredible Shrinking Sphere                       | Jeu de labyrinthe                                  | Amstrad CPC, ZX Spectrum, C64 Atari ST, Amiga                                              | [ 8 ]   |
| 1987  | Fast Food Dizzy                                   | Jeu de labyrinthe                                  | Amstrad CPC, ZX Spectrum, C64, Enterprise 64/128, Atari ST, Amiga, MS-DOS                  | [ 9 ]   |
| 1987  | ATV Simulator                                     | Jeu de sport                                       | ZX Spectrum, C64, Amstrad CPC                                                              | [ 10 ]  |
| 1988  | Jet Bike Simulator                                | Jeu de sport                                       | ZX Spectrum, C64, Amstrad CPC, Atari ST, Amiga                                             | [ 11 ]  |
| 1988  | Fruit Machine Simulator                           | Jeu d'argent                                       | ZX Spectrum, C64, Amstrad CPC, Atari ST, Amiga                                             | [ 12 ]  |
| 1988  | The Race Against Time                             |                                                    | ZX Spectrum, C64, Amstrad CPC                                                              | [ 13 ]  |
| 1988  | Pro BMX Simulator                                 | Jeu de sport                                       | ZX Spectrum, C64, Amstrad CPC                                                              | [ 14 ]  |
| 1988  | Advanced Pinball Simulator                        | Jeu vidéo de flipper                               | Amstrad CPC, ZX Spectrum, C64                                                              | [ 15 ]  |
| 1988  | Treasure Island Dizzy                             | Jeu d'aventure                                     | Amstrad CPC, ZX Spectrum, C64, Enterprise 64/128, Amiga, Atari ST, MS-DOS, NES, Amiga CD32 | [ 16 ]  |
| 1989  | Championship Jet Ski Simulator                    | Jeu de sport                                       | Amstrad CPC, ZX Spectrum, C64, Atari ST, Amiga                                             | [ 11 ]  |
| 1989  | Street Gang Football                              | Jeu de sport                                       | Amstrad CPC, ZX Spectrum                                                                   | [ 17 ]  |
| 1989  | 4 Soccer Simulators                               | Jeu de sport                                       | Amstrad CPC, C64, ZX Spectrum                                                              | [ 18 ]  |
| 1989  | BMX Simulator 2                                   | Jeu de sport                                       | ZX Spectrum, C64, Amstrad CPC                                                              | [ 19 ]  |
| 1989  | Grand Prix Simulator II                           | Jeu de course                                      | Amstrad CPC, C64, ZX Spectrum                                                              | [ 20 ]  |
| 1989  | Operation Gunship                                 | Jeu d'action                                       | Amstrad CPC, C64, ZX Spectrum                                                              | [ 21 ]  |
| 1989  | MiG-29: Soviet Fighter                            | Jeu d'action, Shoot 'em up                         | Amstrad CPC, C64, ZX Spectrum, Amiga, Atari ST, NES                                        |         |
| 1989  | Fantasy World Dizzy                               | Jeu d'aventure                                     | Amstrad CPC, ZX Spectrum, C64, Enterprise 64/128, Amiga, Atari ST, MS-DOS                  | [ 22 ]  |
| 1989  | 750cc Grand Prix                                  | Jeu de course                                      | ZX Spectrum, Amstrad CPC                                                                   | [ 23 ]  |
| 1990  | The Ultimate Stuntman                             | Jeu d'action                                       | NES                                                                                        | [ 24 ]  |
| 1990  | Kwik Snax                                         | Jeu d'aventure                                     | Amstrad CPC, ZX Spectrum, C64, Amiga, Atari ST, MS-DOS                                     | [ 25 ]  |
| 1990  | Bubble Dizzy                                      | Jeu d'action                                       | Amstrad CPC, ZX Spectrum, C64, Amiga, Atari ST, MS-DOS                                     | [ 26 ]  |
| 1990  | Dizzy Panic!                                      | Jeu vidéo de réflexion                             | Amstrad CPC, ZX Spectrum, C64, Master System, Game Gear                                    | [ 27 ]  |
| 1990  | Italia 1990                                       | Jeu de sport                                       | Amiga, Atari ST                                                                            | [ 28 ]  |
| 1991  | Tilt                                              | Jeu vidéo de réflexion                             | ZX Spectrum                                                                                |         |
| 1991  | Magicland Dizzy                                   | Jeu d'aventure                                     | Amstrad CPC, ZX Spectrum, C64                                                              |         |
| 1991  | Paris To Dakar Rally                              | Jeu de course                                      | ZX Spectrum                                                                                |         |
| 1991  | Miami Chase                                       | Jeu de combat motorisé                             | ZX Spectrum                                                                                |         |
| 1991  | FireHawk                                          | Jeu d'action                                       | NES, Atari ST, Amiga                                                                       | [ 29 ]  |
| 1991  | Big Nose the Caveman                              | Jeu de plates-formes                               | NES, Amiga, Atari ST                                                                       | [ 30 ]  |
| 1991  | Dizzy: Down the Rapids                            | Jeu d'action                                       | Amstrad CPC, ZX Spectrum, C64, Amiga, Atari ST, MS-DOS                                     | [ 31 ]  |
| 1991  | Fantastic Dizzy                                   | Jeu d'aventure                                     | NES, MS-DOS, Master System, Mega Drive, Amiga, Game Gear, Amiga CD32                       | [ 32 ]  |
| 1991  | Micro Machines                                    | Jeu de course                                      | Amiga, NES, Master System, Mega Drive, MS-DOS, CD-i, Xbox                                  | [ 33 ]  |
| 1991  | CJ's Elephant Antics                              | Jeu de plates-formes                               | ZX Spectrum, C64, Atari ST, Amiga, NES                                                     | [ 34 ]  |
| 1992  | Crystal Kingdom Dizzy                             | Jeu d'aventure                                     | Amstrad CPC, ZX Spectrum, C64, Amiga, Atari ST, MS-DOS, Amiga CD32                         | [ 35 ]  |
| 1992  | Big Nose Freaks Out                               | Jeu d'action                                       | NES                                                                                        | [ 36 ]  |
| 1992  | Bee 52                                            | Jeu d'action                                       | NES                                                                                        |         |
| 1992  | Robin Hood Legend Quest                           | Jeu de plates-formes                               | Atari ST, Amiga                                                                            | [ 37 ]  |
| 1993  | The Excellent Dizzy Collection                    | Jeu d'aventure                                     | Master System, Game Gear                                                                   | [ 32 ]  |
| 1994  | Micro Machines 2: Turbo Tournament                | Jeu de course                                      | Mega Drive, MS-DOS, Game Gear                                                              | [ 33 ]  |
| 1994  | Psycho Pinball                                    | Jeu vidéo de flipper                               | Mega Drive, MS-DOS                                                                         | [ 38 ]  |
| 1994  | Pete Sampras Tennis                               | Jeu de sport                                       | Mega Drive                                                                                 |         |
| 1996  | The Realm Online                                  | MMORPG                                             | Windows                                                                                    | [ 39 ]  |
| 1996  | Brian Lara Cricket '96                            | Jeu de sport                                       | Mega Drive, Windows, Amiga                                                                 | [ 40 ]  |
| 1997  | Micro Machines V3                                 | Jeu de course                                      | PlayStation, Windows, Nintendo 64                                                          | [ 33 ]  |
| 1997  | Jonah Lomu Rugby                                  | Jeu de sport                                       | Windows, PlayStation, Saturn                                                               | [ 41 ]  |
| 1997  | TOCA Touring Car Championship                     | Jeu de course                                      | Windows                                                                                    | [ 42 ]  |
| 1998  | Colin McRae Rally                                 | Jeu de course                                      | Windows, PlayStation, Game Boy Color                                                       | [ 43 ]  |
| 1999  | Touring Car Challenge                             | Jeu de course                                      | Windows                                                                                    | [ 44 ]  |
| 1999  | Brian Lara Cricket '99                            | Jeu de sport                                       | PlayStation, Windows                                                                       | [ 45 ]  |
| 1999  | TOCA 2 Touring Cars                               | Jeu de course                                      | PlayStation, Windows                                                                       | [ 46 ]  |
| 1999  | No Fear Downhill Mountain Biking                  | Jeu de sport                                       | PlayStation, Game Boy Color                                                                | [ 47 ]  |
| 2000  | Jarrett & Labonte Stock Car Racing                | Jeu de course                                      | PlayStation, Game Boy Advance                                                              | [ 48 ]  |
| 2000  | Mike Tyson Boxing                                 | Jeu de sport                                       | PlayStation                                                                                | [ 49 ]  |
| 2000  | Colin McRae Rally 2.0                             | Jeu de course                                      | PlayStation, Windows, iOS                                                                  | [ 50 ]  |
| 2001  | Insane                                            | Jeu de course                                      | Windows                                                                                    | [ 51 ]  |
| 2001  | Severance: Blade of Darkness                      | Action-RPG, hack 'n' slash                         | Windows                                                                                    | [ 52 ]  |
| 2001  | MTV Music Generator 2                             | Jeu vidéo musical                                  | PlayStation 2                                                                              | [ 53 ]  |
| 2001  | Operation Flashpoint: Cold War Crisis             | Jeu de tir tactique                                | Windows                                                                                    | [ 54 ]  |
| 2002  | Mike Tyson Heavyweight Boxing                     | Jeu de sport                                       | PlayStation 2, Xbox                                                                        | [ 55 ]  |
| 2002  | Prisoner of War                                   | Jeu d'infiltration                                 | Windows, Xbox                                                                              | [ 56 ]  |
| 2002  | Pro Race Driver                                   | Jeu de course                                      | PlayStation 2, Windows, Xbox                                                               | [ 57 ]  |
| 2002  | TOCA Race Driver                                  | Jeu de course                                      | PlayStation 2, Xbox, Windows                                                               | [ 58 ]  |
| 2003  | Colin McRae Rally 3                               | Jeu de course                                      | PlayStation 2, Xbox                                                                        | [ 59 ]  |
| 2003  | I.G.I.-2: Covert Strike                           | Jeu d'infiltration, Jeu d'action-aventure          | Windows                                                                                    | [ 60 ]  |
| 2003  | IndyCar Series                                    | Jeu de course                                      | Windows, PlayStation 2, Xbox                                                               | [ 61 ]  |
| 2003  | Pop Idol                                          | Jeu de rythme                                      | Windows, PlayStation 2, Game Boy Advance                                                   | [ 62 ]  |
| 2004  | Colin McRae Rally 04                              | Jeu de course                                      | Xbox, Windows                                                                              | [ 63 ]  |
| 2004  | TOCA Race Driver 2                                | Jeu de course                                      | Windows, PlayStation 2, PlayStation Portable, Xbox                                         | [ 64 ]  |
| 2004  | TOCA Race Driver 2: The Ultimate Racing Simulator | Jeu de course                                      | Windows, PlayStation 2                                                                     | [ 65 ]  |
| 2004  | IndyCar Series 2005                               | Jeu de course                                      | Xbox                                                                                       | [ 66 ]  |
| 2004  | MTV Music Generator 3: This Is the Remix          | Jeu vidéo musical                                  | PlayStation 2, Xbox                                                                        | [ 67 ]  |
| 2004  | Soldiers: Heroes of World War II                  | Jeu de tactique en temps réel                      | Windows                                                                                    | [ 68 ]  |
| 2004  | Perimeter                                         | Jeu de tactique en temps réel                      | Windows                                                                                    | [ 69 ]  |
| 2004  | Second Sight                                      | Jeu d'action-aventure, Jeu d'infiltration          | Windows, PlayStation 2, Xbox, GameCube                                                     | [ 70 ]  |
| 2005  | Worms 4: Mayhem                                   | Jeu vidéo d'artillerie, Jeu de stratégie           | Windows, PlayStation 2, Xbox                                                               | [ 71 ]  |
| 2004  | Colin McRae Rally 2005                            | Jeu de course                                      | Xbox, Windows                                                                              | [ 72 ]  |
| 2004  | Manchester United Soccer 2005                     | Jeu de sport, Jeu de simulation                    | Windows                                                                                    | [ 73 ]  |
| 2005  | Operation Flashpoint: Elite                       | Jeu de tir tactique                                | Xbox                                                                                       | [ 74 ]  |
| 2005  | Brian Lara International Cricket 2005             | Jeu de sport                                       | Windows, PlayStation 2, Xbox                                                               | [ 75 ]  |
| 2006  | Rising Force Online                               | MMORPG                                             | Windows                                                                                    | [ 76 ]  |
| 2006  | TOCA Race Driver 3                                | Jeu de course                                      | Windows, PlayStation 2, Xbox, PlayStation Portable                                         | [ 77 ]  |
| 2006  | Micro Machines V4                                 | Jeu de course                                      | Windows, PlayStation 2, PlayStation Portable, Nintendo DS                                  | [ 78 ]  |
| 2006  | Dance Factory                                     | Jeu vidéo musical                                  | PlayStation 2                                                                              | [ 79 ]  |
| 2006  | ArchLord                                          | MMORPG                                             | Windows                                                                                    | [ 80 ]  |
| 2006  | Rainbow Islands Revolution                        | Jeu de plates-formes                               | Nintendo DS, PlayStation Portable                                                          | [ 81 ]  |
| 2006  | Bubble Bobble Revolution                          | Jeu de plates-formes                               | Nintendo DS, PlayStation Portable                                                          | [ 82 ]  |
| 2007  | Maelstrom                                         | Jeu de stratégie en temps réel                     | Windows                                                                                    | [ 83 ]  |
| 2007  | Brian Lara International Cricket 2007             | Jeu de sport                                       | Windows, PlayStation 2, Xbox 360                                                           | [ 84 ]  |
| 2007  | Heatseeker                                        | Simulateur de vol                                  | PlayStation 2, Wii, PlayStation Portable                                                   | [ 85 ]  |
| 2007  | Hospital Tycoon                                   | Jeu vidéo de simulation économique                 | Windows                                                                                    | [ 86 ]  |
| 2007  | Colin McRae: Dirt                                 | Jeu de course                                      | Windows, PlayStation 3, Xbox 360                                                           | [ 87 ]  |
| 2007  | Overlord                                          | Jeu d'action-aventure                              | Windows, Xbox 360                                                                          | [ 88 ]  |
| 2007  | Rafa Nadal Tennis                                 | Jeu de sport                                       | Nintendo DS                                                                                | [ 89 ]  |
| 2007  | Bullet Witch                                      | Jeu de tir à la troisième personne, Jeu d'action   | Xbox 360                                                                                   | [ 90 ]  |
| 2007  | Race Driver: Create & Race                        | Jeu de course                                      | Nintendo DS                                                                                | [ 91 ]  |
| 2007  | Brian Lara International Cricket 2007             | Jeu de sport                                       | Windows, Xbox 360, PlayStation 2                                                           | [ 92 ]  |
| 2007  | Brian Lara 2007 Pressure Play                     | Jeu de sport                                       | PlayStation Portable                                                                       | [ 93 ]  |
| 2007  | Clive Barker's Jericho                            | Jeu de tir à la première personne, Survival horror | Windows, PlayStation 3, Xbox 360                                                           | [ 94 ]  |
| 2007  | Impossible Mission                                | Jeu de plates-formes                               | Nintendo DS, Wii                                                                           | [ 95 ]  |
| 2007  | Sensible World of Soccer                          | Jeu de sport                                       | Xbox 360                                                                                   | [ 96 ]  |
| 2008  | Overlord: Raising Hell                            | Jeu d'action-aventure                              | Windows, PlayStation 3, Xbox 360                                                           | [ 97 ]  |
| 2008  | Turning Point: Fall of Liberty                    | Jeu de tir à la première personne                  | Windows, PlayStation 3, Xbox 360                                                           | [ 98 ]  |
| 2008  | Bliss Island                                      | Jeu vidéo de réflexion                             | Xbox 360, Windows, PlayStation Portable                                                    | [ 99 ]  |
| 2008  | Dirty Dancing: the Video Game                     | Jeu vidéo de réflexion                             | Windows                                                                                    | [ 100 ] |
| 2008  | Emergency Mayhem                                  | Jeu de course, Jeu d'action                        | Wii                                                                                        | [ 101 ] |
| 2008  | Race Driver: Grid                                 | Jeu de course                                      | Windows, PlayStation 3, Xbox 360, Nintendo DS                                              | [ 102 ] |
| 2008  | James Pond: Codename Robocod                      | Jeu de plates-formes                               | Nintendo DS                                                                                | [ 103 ] |
| 2008  | Bella Sara                                        | Simulation de vie, Jeu vidéo de réflexion          | Nintendo DS, Windows                                                                       | [ 104 ] |
| 2008  | You're in the Movies                              | Party game                                         | Xbox 360                                                                                   | [ 105 ] |
| 2008  | Rise of the Argonauts                             | Action-RPG                                         | Windows, PlayStation 3, Xbox 360                                                           | [ 106 ] |
| 2009  | Damnation                                         | Jeu de tir à la troisième personne                 | Windows, PlayStation 3, Xbox 360                                                           | [ 107 ] |
| 2009  | Fuel                                              | Jeu de course                                      | Windows, PlayStation 3, Xbox 360                                                           | [ 108 ] |
| 2009  | Overlord: Minions                                 | Jeu d'action-aventure                              | Nintendo DS                                                                                | [ 109 ] |
| 2009  | Overlord: Dark Legend                             | Jeu d'action-aventure                              | Wii                                                                                        | [ 110 ] |
| 2009  | Overlord II                                       | Jeu d'action-aventure                              | Windows, PlayStation 3, Xbox 360                                                           | [ 111 ] |
| 2009  | Ashes Cricket 2009                                | Jeu de sport                                       | PlayStation 3, Wii, Xbox 360, Windows                                                      | [ 112 ] |
| 2009  | Colin McRae: Dirt 2                               | Jeu de course                                      | Nintendo DS, PlayStation 3, PlayStation Portable, Wii, Xbox 360, Windows                   | [ 113 ] |
| 2009  | Operation Flashpoint: Dragon Rising               | Jeu de tir tactique                                | Windows, PlayStation 3, Xbox 360                                                           | [ 114 ] |
| 2009  | Dragonlogy                                        | Jeu éducatif                                       | Nintendo DS                                                                                | [ 115 ] |
| 2009  | F1 2009                                           | Jeu de course                                      | Wii, PlayStation Portable                                                                  | [ 116 ] |
| 2010  | F1 2010                                           | Jeu de course                                      | Windows, PlayStation 3, Xbox 360                                                           | [ 117 ] |
| 2010  | International Cricket 2010                        | Jeu de sport                                       | PlayStation 3, Xbox 360                                                                    | [ 118 ] |
| 2011  | Dirt 3                                            | Jeu de course                                      | Windows, PlayStation 3, Xbox 360, macOS                                                    | [ 119 ] |
| 2011  | Operation Flashpoint: Red River                   | Jeu de tir tactique                                | Windows, PlayStation 3, Xbox 360                                                           | [ 120 ] |
| 2011  | Bodycount                                         | Jeu de tir à la première personne                  | PlayStation 3, Xbox 360                                                                    | [ 121 ] |
| 2011  | F1 2011                                           | Jeu de course                                      | Windows, PlayStation 3, Xbox 360, Nintendo 3DS, PlayStation Vita                           | [ 122 ] |
| 2011  | Dizzy Prince of the Yolkfolk                      | Jeu d'aventure                                     | iOS                                                                                        | [ 123 ] |
| 2012  | Dirt: Showdown                                    | Jeu de course                                      | Windows, PlayStation 3, Xbox 360, Linux                                                    | [ 124 ] |
| 2012  | F1 2012                                           | Jeu de course                                      | Windows, PlayStation 3, Xbox 360                                                           | [ 125 ] |
| 2012  | F1 Race Stars                                     | Jeu de course                                      | Windows, PlayStation 3, Xbox 360                                                           | [ 126 ] |
| 2013  | Colin McRae Rally                                 | Jeu de course                                      | iOS, Android, macOS, Windows                                                               | [ 127 ] |
| 2013  | Grid 2                                            | Jeu de course                                      | Windows, PlayStation 3, Xbox 360, macOS                                                    | [ 128 ] |
| 2013  | F1 2013                                           | Jeu de course                                      | Windows, PlayStation 3, Xbox 360                                                           | [ 129 ] |
| 2013  | F1 Race Stars: Powered Up Edition                 | Jeu de course                                      | Wii U                                                                                      | [ 130 ] |
| 2014  | Grid Autosport                                    | Jeu de course                                      | Windows, PlayStation 3, Xbox 360, Linux, macOS, Nintendo Switch                            | [ 131 ] |
| 2014  | F1 2014                                           | Jeu de course                                      | Windows, PlayStation 3, Xbox 360                                                           | [ 132 ] |
| 2014  | Toybox Turbos                                     | Jeu de course                                      | Windows, PlayStation 3, Xbox 360                                                           | [ 133 ] |
| 2015  | F1 2015                                           | Jeu de course                                      | Windows, PlayStation 4, Xbox One, Linux                                                    | [ 134 ] |
| 2015  | Overlord: Fellowship of Evil                      | Jeu d'action-aventure                              | Windows, PlayStation 4, Xbox One                                                           | [ 135 ] |
| 2015  | Dirt Rally                                        | Jeu de course                                      | Windows, PlayStation 4, Xbox One, Linux, macOS                                             | [ 136 ] |
| 2016  | F1 2016                                           | Jeu de course                                      | Windows, PlayStation 4, Xbox One, macOS                                                    | [ 137 ] |
| 2017  | Micro Machines World Series                       | Jeu de course                                      | Windows, PlayStation 4, Xbox One                                                           | [ 138 ] |
| 2017  | Dirt 4                                            | Jeu de course                                      | Windows, PlayStation 4, Xbox One, Linux, macOS                                             | [ 139 ] |
| 2017  | F1 2017                                           | Jeu de course                                      | Windows, PlayStation 4, Xbox One, Linux, macOS                                             | [ 140 ] |
| 2018  | Onrush                                            | Jeu de combat motorisé                             | PlayStation 4, Xbox One                                                                    | [ 141 ] |
| 2018  | F1 2018                                           | Jeu de course                                      | Windows, PlayStation 4, Xbox One                                                           | [ 142 ] |
| 2018  | F1 Mobile Racing                                  | Jeu de course                                      | Android, IOS                                                                               | [ 143 ] |
| 2019  | Dirt Rally 2.0                                    | Jeu de course                                      | Windows, PlayStation 4, Xbox One                                                           | [ 144 ] |
| 2019  | F1 2019                                           | Jeu de course                                      | Windows, PlayStation 4, Xbox One                                                           | [ 145 ] |
| 2019  | Grid                                              | Jeu de course                                      | Windows, PlayStation 4, Xbox One, Stadia                                                   | [ 146 ] |
| 2020  | F1 2020                                           | Jeu de course                                      | Windows, PlayStation 4, Xbox One, Stadia                                                   | [ 147 ] |
| 2020  | Fast & Furious Crossroad                          | Jeu de course                                      | Windows, PlayStation 4, Xbox One                                                           | [ 148 ] |
| 2020  | Project Cars 3                                    | Jeu de course                                      | Windows, PlayStation 4, Xbox One                                                           | [ 149 ] |
| 2020  | DiRT 5                                            | Jeu de course                                      | Windows, PlayStation 4, PlayStation 5, Xbox One, Xbox Series, Stadia                       | [ 150 ] |
| 2021  | F1 2021                                           | Jeu de course                                      | Windows, PlayStation 4, PlayStation 5, Xbox One, Xbox Series                               | [ 151 ] |
| 2021  | Grid Legends                                      | Jeu de course                                      | Windows, PlayStation 4, PlayStation 5, Xbox One, Xbox Series                               |         |
| 2022  | F1 22                                             | Jeu de course                                      | Windows, PlayStation 4, PlayStation 5, Xbox One, Xbox Series                               |         |
| 2022  | F1 23                                             | Jeu de course                                      | Windows, PlayStation 4, PlayStation 5, Xbox One, Xbox Series                               |         |
| 2023  | EA Sports WRC                                     | Jeu de course                                      | Windows, PlayStation 5, Xbox Series                                                        | [ 152 ] |
| 2024  | F1 24                                             | Jeu de course                                      | Windows, PlayStation 5, Xbox Series                                                        |         |

## Jeu annulé
- Dragon Empires